# Teleopsis apographica
Teleopsis apographica är en tvåvingeart som först beskrevs av Seguy 1949.  Teleopsis apographica ingår i släktet Teleopsis och familjen Diopsidae.
Artens utbredningsområde är Madagaskar. Inga underarter finns listade i Catalogue of Life.